# Pterolophia mindoroensis
Pterolophia mindoroensis là một loài bọ cánh cứng trong họ Cerambycidae.